# Karl-Theodor Zauzich
Karl-Theodor Zauzich (* 8. Juni 1939 in Plauen; † 23. März 2021 in Würzburg) war ein deutscher Ägyptologe und Demotist.

## Leben
Von 1945 bis 1953 besuchte Zauzich die Grundschule in Leipzig und Grimma und von 1953 bis 1957 die Oberschule in Grimma und Leipzig. Nach dem Abitur 1957 an der Thomasschule Leipzig studierte er von 1957 bis 1958 Ägyptologie an der Universität Leipzig. Im November 1958 flüchtete er in die Bundesrepublik. Nach der Ergänzungsprüfung April 1959 zum Ost-Abitur in Koblenz studierte er von 1959 bis 1964 Ägyptologie und Klassische Philologie an der Universität Mainz. Von 1960 bis 2000 arbeitete er beim Demotischen Namenbuch (Akademie der Wissenschaften und der Literatur, Mainz) in Mainz, Würzburg und Berlin mit. Von 1965 bis 2014 arbeitete er bei der „Katalogisierung der orientalischen Handschriften in Deutschland“ mit, von 1967 bis 1973 als wissenschaftlicher Angestellter in Würzburg und Berlin, danach ehrenamtlich, von 1994 bis 2014 als Mitglied der Leitungskommission. Nach der Promotion 1966 zum Dr. phil. in Mainz war er von 1973 bis 1980 wissenschaftlicher Angestellter am Ägyptischen Museum Berlin. Nach der Habilitation im Juli 1980 an der Freien Universität Berlin wurde er noch im gleichen Jahr C3-Professor an der Universität Mainz und übernahm die Leitung des Seminars für Ägyptologie. 1981 wurde er C4-Professor an der Universität Würzburg und Vorstand des Instituts für Ägyptologie.
Seine Forschungsschwerpunkte waren demotische Schrift und Sprache, demotische Texte aus Elephantine und Soknopaiu Nesos, Herkunft des Alphabets sowie Spuren der ägyptischen Religion in der hebräischen Bibel.

## Schriften (Auswahl)
Monographien
- Die ägyptische Schreibertradition in Aufbau, Sprache und Schrift der demotischen Kaufverträge aus ptolemäischer Zeit (= Ägyptologische Abhandlungen. Band 18). Harrassowitz, Wiesbaden 1968, OCLC 871457806 (zugleich Dissertation, Mainz 1966).
- Einige karische Inschriften aus Ägypten und Kleinasien und ihre Deutung nach der Entzifferung der karischen Schrift. Harrassowitz, Wiesbaden 1972, ISBN 3-447-01454-7.
- Hieroglyphen ohne Geheimnis. Eine Einführung in die altägyptische Schrift für Museumsbesucher und Ägyptentouristen (=  Kulturgeschichte der antiken Welt). 12. Auflage, von Zabern, Darmstadt/Mainz 2012, ISBN 978-3-8053-4267-4.
  - Tjalling Bos (Übersetzer): Hiërogliefen lezen. Een handleiding voor museumbezoekers en Egypte-reizigers. 7. Auflage, Piramide, Amsterdam u. a. 2001, ISBN 9024513081.
- mit Richard Jasnow: Conversations in the house of life. A new translation of the ancient Egyptian Book of Thoth. Harrassowitz, Wiesbaden 2014, ISBN 978-3-447-10116-5.
- Hieroglyphen mit Geheimnis. Neue Erkenntnisse zur Entstehung unseres Alphabets. von Zabern, Darmstadt 2015, ISBN 3-8053-4756-1.
- Siebzehn ägyptische Götter – ein jüdischer Gott. Die ägyptischen Wurzeln des Monotheismus. Gisela Zauzich Verlag, Sommerhausen 2017, ISBN 3-924151-09-1.

Herausgeberschaften
- Ägyptische Handschriften. Teil 2 (= Verzeichnis der orientalischen Handschriften in Deutschland. Band 19,2). Steiner, Stuttgart 1971, OCLC 310664795.
- Papyri von der Insel Elephantine (= Demotische Papyri aus den Staatlichen Museen zu Berlin. Band 1). Akademie-Verlag, Berlin 1978, OCLC 74466487.
- mit Heinz-Josef Thissen: Grammata demotika. Festschrift für Erich Lüddeckens zum 15. Juni 1983. G. Zauzich, Würzburg 1984, ISBN 3-924151-01-6.
- Papyri von der Insel Elephantine (= Demotische Papyri aus den Staatlichen Museen zu Berlin. Band 3). Akademie-Verlag, Berlin 1993, ISBN 3-05-002406-2.
- mit Richard Jasnow: The ancient Egypt book of Thoth. A demotic discourse on knowledge and pendant of the classical hermetica. Harrassowitz, Wiesbaden 2005, ISBN 3-447-05082-9.